# 细茎蓼
细茎蓼（学名：Polygonum filicaule），为蓼科蓼属下的一个种。

## 扩展阅读
維基物種上的相關：细茎蓼